# Sint-Catharinawijk

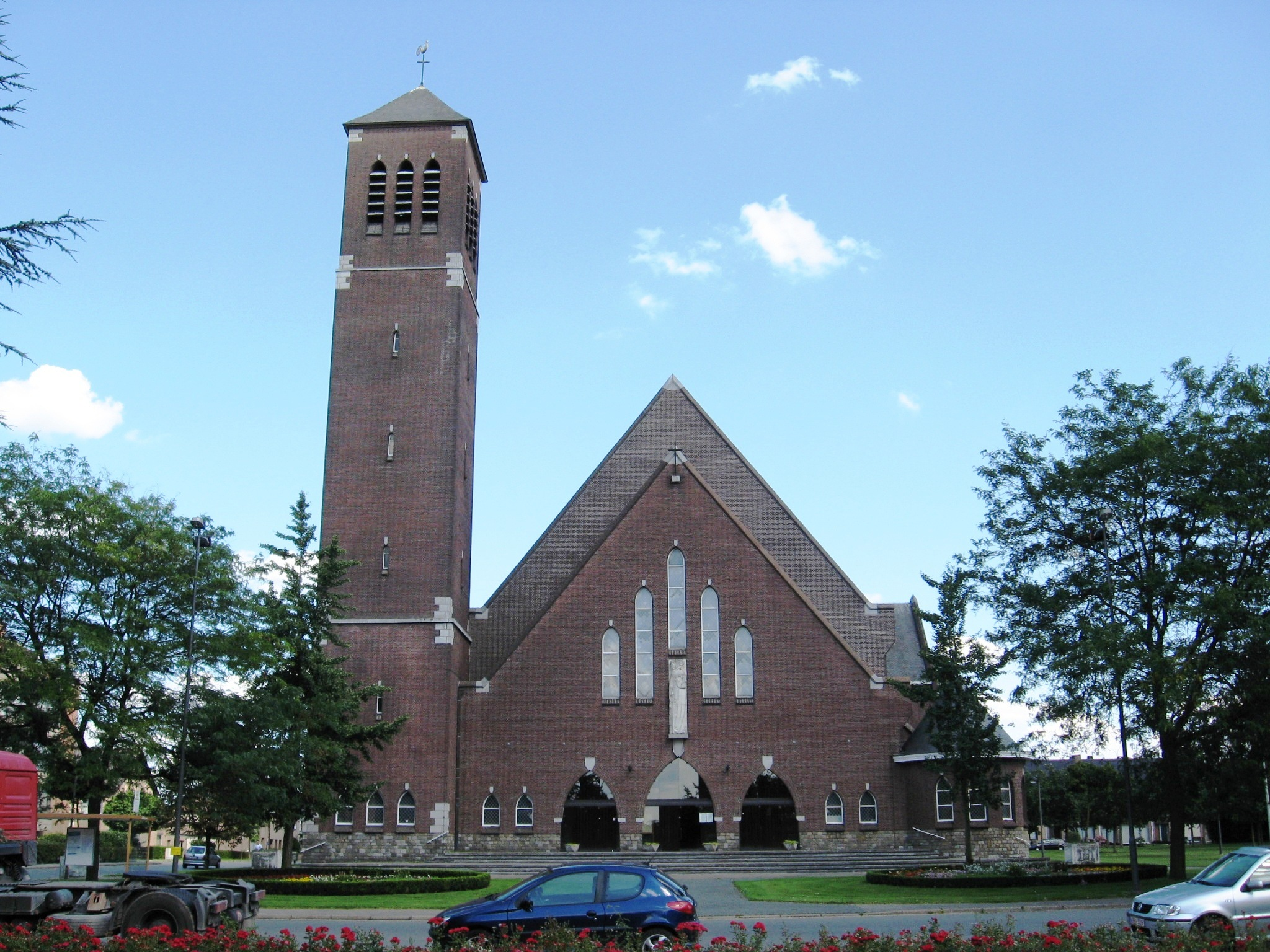
De Sint-Catharinakerk.

De Sint-Catharinawijk of Casterwijk is een stadswijk onmiddellijk ten oosten van het centrum van het Belgische Hasselt, maar binnen de ringweg om Hasselt.
De wijk werd gebouwd vanaf 1950. In 1961 werd in deze wijk de modern-gotische Sint-Catharinakerk ingewijd. Andere belangrijke instellingen en gebouwen in deze wijk zijn: het Stadspark Hasselt, het Jesse Ziekenhuis, het Cultuurcentrum en de Stedelijke Academie voor Schone Kunsten.
Deelgemeenten: Guigoven · Hasselt · Kermt · Kortessem · Kuringen · Sint-Lambrechts-Herk · Spalbeek · Stevoort · Stokrooie · Wimmertingen · Vliermaal · Vliermaalroot · Wintershoven

Stadsdelen: Banneuxwijk · Heilig-Hartwijk · Kapermolen · Runkst · Sint-Catharinawijk · Sint-Martinuswijk

Overige plaatsen: Godsheide · Heide  · Kanaalkom · Kiewit · Overdemer · Rapertingen · Schimpen  · Tuilt

Belgische gemeenten · Arrondissement Hasselt · Limburg · Vlaanderen